# Vulka

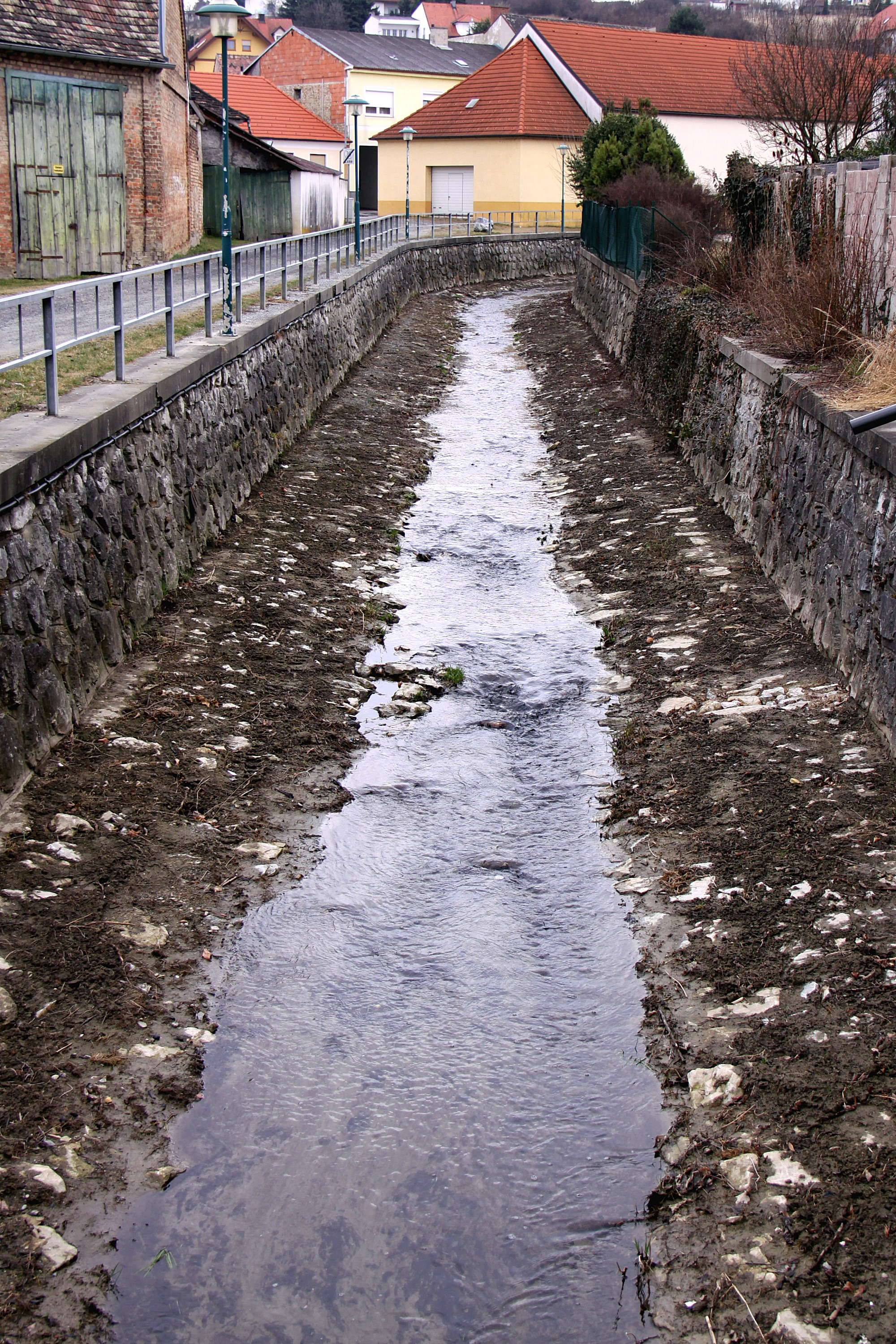
A Vulka Nagymartonnál

A Vulka (németül Wulka, horvátul Vulka) kis folyó Ausztriában, Észak-Burgenlandban. 38 km hosszú. A Rozália-hegységben ered, északkelet irányban folyik, majd a Fertőbe torkollik. Alsó folyásának környéke termékeny lapály.

## Nevének eredete
Korabeli oklevelekben Seleg (Chelek, Selek, Selyek) néven említették, amit Polány István 1936-ban még besenyő névként azonosított. Ugyanő oklevéltári kutatásai alapján jelzi, hogy a Seleg megnevezés 1351-ben és 1360-ban is előfordul, 1390-ben pedig már a Vulka név is felbukkan Bulka formában. A Seleg, mint régi magyar név az oklevelek alapján Polánytól függetlenül is elterjedt nézet.

## Települések a folyó mentén
(Zárójelben a német név szerepel.)
- Újtelek (Neustift an der Rosalia)
- Fraknóváralja (Forchtenstein)
- Nagymarton (Mattersburg)
- Borbolya (Walbersdorf)
- Petőfalva (Pöttelsdorf)
- Zemenye-Selegd (Zemendorf-Stöttera)
- Selegszántó (Antau)
- Vulkapordány (Wulkaprodersdorf)
- Darázsfalu (Trausdorf an der Wulka)
- Oszlop (Oslip)
- Sérc (Schützen am Gebirge)
- Fertőfehéregyháza (Donnerskirchen)

## Külső hivatkozások
- A folyó honlapja (németül)